# Lê Lựu
Lê Lựu (1942 – 2022) là nhà văn Việt Nam, được tặng Giải thưởng Nhà nước về Văn học nghệ thuật vào năm 2001. Tác phẩm nổi tiếng nhất của ông là tiểu thuyết Thời xa vắng đã được dựng thành phim truyện nhựa cùng tên. 

## Tiểu sử
Lê Lựu sinh ngày 12 tháng 12 năm 1942 tại xã Tân Châu, huyện Khoái Châu, tỉnh Hưng Yên. Lê Lựu nhập ngũ sớm, từng làm phóng viên báo Quân khu Ba, phóng viên mặt trận tại chiến trường 559. Ông đã theo học Trường Bồi dưỡng viết văn Quảng Bá (của Hội Nhà văn Việt Nam), làm biên tập viên, Trưởng ban văn xuôi rồi Thư ký toà soạn tạp chí Văn nghệ quân đội. Ông về hưu với quân hàm Đại tá. Sau đó có thời gian ông làm Giám đốc Trung tâm Văn hoá doanh nhân Việt Nam nhiều năm trước khi ngã bệnh.
Ông là đảng viên Đảng Cộng sản Việt Nam; hội viên của Hội nhà văn Việt Nam từ năm 1974.
Ông qua đời ngày 9 tháng 11 năm 2022 tại Hưng Yên, hưởng thọ 79 tuổi.

## Sự nghiệp
Trong gần 60 năm cầm bút, với hơn 40 đầu sách Lê Lựu đã để lại cho nền văn học Việt Nam một tài sản đáng kể. Một số tác phẩm của ông đã làm rúng động đời sống văn học Việt Nam.
Nhiều tác phẩm của ông có giá trị nghệ thuật, có ảnh hưởng và sức lan tỏa, có thể kể đến như: Mở rừng, Đại tá không biết đùa, Chuyện làng Cuội... Đặc biệt, hai tác phẩm của ông được chuyển thể thành phim truyền hình và điện ảnh rất thành công, được khán giả biết đến rộng rãi là Sóng ở đáy sông (được thực hiện bởi Hãng phim truyện Việt Nam cùng Đài Phát thanh – Truyền hình Hà Nội, do Lê Đức Tiến làm đạo diễn, phát sóng năm 2000) và Thời xa vắng (được đạo diễn Hồ Quang Minh của Hãng phim Giải Phóng dựng thành phim truyện nhựa Thời xa vắng, ra mắt công chúng vào năm 2004).
Năm 2001, ông được Nhà nước Việt Nam tặng Giải thưởng Nhà nước về Văn học nghệ thuật với các tiểu thuyết: Người cầm súng, Thời xa vắng, Mở rừng.

## Tác phẩm chính
- Người cầm súng (truyện ngắn, 1970)
- Phía mặt trời (truyện ngắn, 1972)
- Đánh trận núi Con Chuột (truyện dài thiếu nhi, 1976)
- Mở rừng (tiểu thuyết, 1977)
- Ở phía sau anh (tiểu thuyết, 1980)
- Ranh giới (tiểu thuyết, 1977)
- Cămpuchia một câu hỏi lớn (truyện ngắn, 1979)
- Đồng bằng chiến sĩ (truyện ký, 1980)
- Thời xa vắng (tiểu thuyết, 1986)
- Mặt trận của người lính (truyện ngắn, 1986)
- Một thời lầm lỗi (bút ký, 1988)
- Trở lại nước Mỹ (bút ký, 1989)
- Đại tá khống biết đùa (tiểu thuyết, 1990)
- Chuyện làng Cuội (tiểu thuyết, 1993)
- Sóng ở đáy sông (tiểu thuyết, 1994)
- Hai nhà (tiểu thuyết, 2000)
- Thời loạn (2009)
- Chuyện quê ngày ấy (tiểu thuyết, 2010).

Nguồn:

## Vinh danh
- Giải thưởng Nhà nước về Văn học Nghệ thuật năm 2001

### Giải thưởng văn học
- Giải nhì (không có giải nhất) cuộc thi truyện ngắn báo Văn nghệ (1967-1968) với truyện ngắn Người cầm súng.
- Giải A Hội Nhà văn Việt Nam (1984) với tiểu thuyết Thời xa vắng.
- Giải nhất cuộc thi do Bộ Lao động Thương binh xã hội, Hội Nhà văn Việt Nam và Bộ Văn hoá tổ chức 1970-1971 với truyện vừa Người về đồng cói.[2]

## Gia đình
Lê Lựu có hai đời vợ nhưng đều đã chia tay. Vợ đầu ông ly hôn từ 40 năm trước đó, còn người thứ 2 cũng ly thân đã nhiều năm. Ông có một người con với người vợ đầu, và hai con với người đàn bà thứ hai. Nhưng cuối đời, ông vẫn phải sống một mình đơn côi trong căn nhà nhỏ ở phố Tam Trinh, Hà Nội.